# Nordisk Museumsforbund
Nordisk museumsforbund (dansk/norsk: Nordisk Museumsforbund, finska: Pohjoismainen museoliitto) er en forening, som samler museumsansatte fra Danmark, Norge, Sverige, Finland med Åland, Island, Færøerne og Grønland. Både personligt og institutionelt medlemskab er muligt. Hvert lands medlemmer udgør en sektion, som ledes af en bestyrelse.
Nordisk Museumsforbund i sin nuværende form blev oprettet som forening i 2015 i København som en direkte videreførelse af Skandinavisk Museumsforbunds. Skandinavisk Museumsforbund, oprettet 1915, har været den eneste fællesnordiske museumsforening, men dets navn havde længe været forældet, da Museumsforbundet har medlemmer i hele Norden, og ikke kun i Skandinavien, men også Finland, Island, Færøerne og Grønland. På konferencen i anledning af foreningens 100-årsjubilæum blev det derfor vedtaget, at forbundets navn ændredes fra Skandinavisk Museumsforbund til Nordisk Museumsforbund. Hertil blev medlemsskabsstrukturen ændret, så medlemmer fremover både kunne være museumsansatte, men også selve museerne. 
Nordisk Museumsforbund fungerer som et netværk mellem de nordiske landes kultur-, kunst- og naturhistoriske museer og deres ansatte, med det overordnede formål at løfte det nordiske perspektiv i museumsverden. Dette gøres ved at skabe kontakter mellem museerne, afholde nordiske konferencer og faglige seminarer hvert 2.-3. år samt skabe netværk både mellem fagfæller og omkring særlige fokusområder. 
Mellem konferencerne er hver sektion ansvarlig for sine egne aktiviteter, men der forekommer også fælles aktiviteter, især online. Ud over at stimulere til deltagelse i de nordiske konferencer og dialogseminarer, arrangerer de forskellige landesektioner medlemsmøder med museumsbesøg, foredrag og diskussioner.

## Eksterne kilder og henvisninger
- Foreningens hjemmeside
- Om foreningen  facebook.com